# Bloodsoul
Bloodsoul è il terzo album della band Death metal tedesca Fleshcrawl, pubblicato nel 1996 dalla Black Mark Production.

## Tracce
1. Bloodsoul – 5:49
2. In The Dead Of Night – 4:19
3. Embalmed Beauty Sleep (cover dei Demilich) – 4:49
4. Contribution Suicide – 5:08
5. Age of Chaos – 4:37
6. Recycling The Corpses – 3:46
7. Nocturnal Funeral – 2:41
8. Tomb Of Memories – 3:43

## Formazione
- Alex Pretzer - voce
- Mike Hanus - chitarra, basso
- Stefan Hanus - chitarra
- Bastian Herzog - batteria